# Audi Field
Audi Field és un estadi de futbol situat a la ciutat nord-americana de Washington DC, Estats Units. L'estadi va ser inaugurat el 9 de juliol de 2018 i és la seu del DC United de la Major League Soccer (MLS).

## Història
El DC United va jugar de local en el RFK Stadium entre 1996 i 2017, situat en el Riu Anacostia, recinte que és propietat del Districte de Columbia i és operat pel DC Sports & Entertainment Commission. Aquest recinte ha estat la seu del club des de la fundació d'aquest, el 1996. La construccióva começar el 1960 i va ser inaugurat l'1 d'octubre de 1961. Antigament es va construir per a esdeveniments de beisbol i futbol americà. Té una capacitat de 45.596 espectadors.
El 17 de desembre de 2014, el Consell de Washington DC va aprovar la legislació per a la construcció d'un nou estadi de futbol a Buzzard Point, molt a prop del Nationals Park. Està previst que s'inauguri a mitjan temporada 2018. El 15 de febrer de 2017, la marca alemanya Audi va signar un contracte per 12 anys, i el nou estadi va passar a anomenar-se Audi Field.

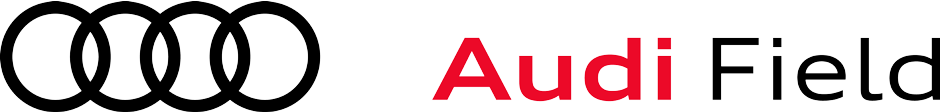